# Johann Friedrich Jebe

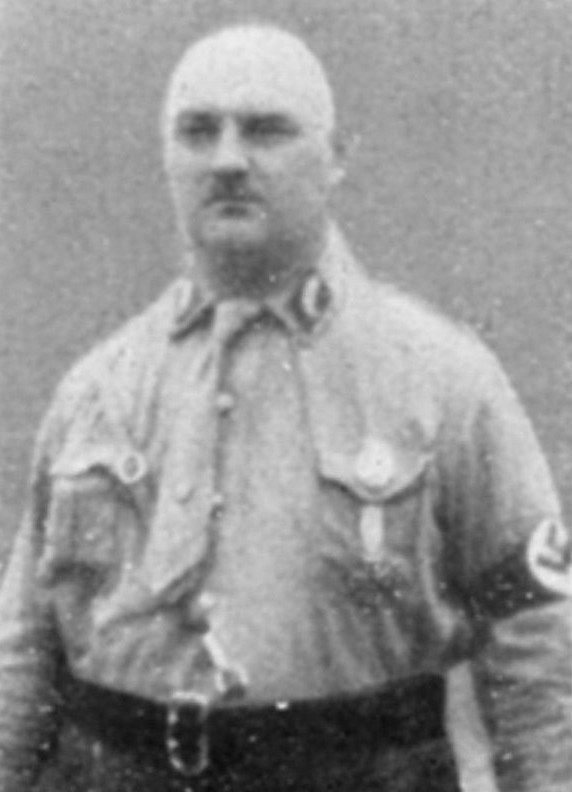
Johann Friedrich Jebe

Johann Friedrich Jebe (* 5. August 1891 in Wesel; † 13. Februar 1972 in Ostenfeld) war ein deutscher Politiker (NSDAP). 

## Leben und Wirken
Jebe besuchte die Volksschule, dann das Gymnasium bis zur Obersekundareife. Von 1909 bis 1913 absolvierte er eine landwirtschaftliche Lehre in verschiedenen Betrieben. Von 1912 bis 1913 diente Jebe beim Feldartillerieregiment 10. Im Ersten Weltkrieg kämpfte Jebe mit dem Feldartillerieregiment 9 an der Westfront. Nach dem Krieg, aus dem er als dekorierter Leutnant der Reserve zurückkehrte (Eisernes Kreuz Erster und Zweiter Klasse, Verwundetenabzeichen), studierte er zwei Semester Landwirtschaft am Landwirtschaftlichen Institut in Halle an der Saale. Ab 1919 arbeitete Jebe als Inspektor einer Staatsdomäne in Westpreußen. 1922 übernahm er den Hof seiner Schwiegermutter in Ostenfeld bei Husum.
Politisch stand Jebe zunächst der DNVP nahe. Zum 1. Dezember 1928 trat er in die NSDAP (Mitgliedsnummer 106.021) und in die SA ein. Schon im Vormonat war Jebe Ortsgruppenleiter der NSDAP in Ostenfeld gewesen; nach seinem offiziellen Parteieintritt war er an der Gründung zahlreicher NSDAP-Ortsgruppen in der Umgebung Ostenfelds beteiligt. Seit 1929 war Jebe Mitglied des Kreistages von Husum und Kreisdeputierter. Von Dezember 1929 bis 1945 war er zudem Ortsvorsteher der Dorfschaftsgemeinde Ostenfeld. Bis zum Februar 1931 amtierte er als Kreisleiter von Husum. In der SA führte Jebe von Juli 1932 bis Dezember 1936 die SA-Standarte 84. Im Januar 1937 wurde er zum SA-Oberführer befördert.
Bei der Reichstagswahl vom März 1933 wurde er als Kandidat der NSDAP für den Wahlkreis 13 (Schleswig-Holstein) in den Reichstag gewählt, dem er in der Folge bis zu den „Wahlen“ vom November desselben Jahres angehörte. Das wichtigste parlamentarische Ereignis, an dem Jebe während seiner Abgeordnetenzeit beteiligt war, war die Verabschiedung des Ermächtigungsgesetzes, das unter anderem auch mit seiner Stimme beschlossen wurde.

Nach Kriegsende befand sich Jebe für drei Jahre auf dem Gelände des ehemaligen Konzentrationslagers Neuengamme in Haft. In den 1950er Jahren amtierte er als Bürgermeister von Ostenfeld. Die Fritz-Jebe-Straße in Ostenfeld ist nach ihm benannt. 

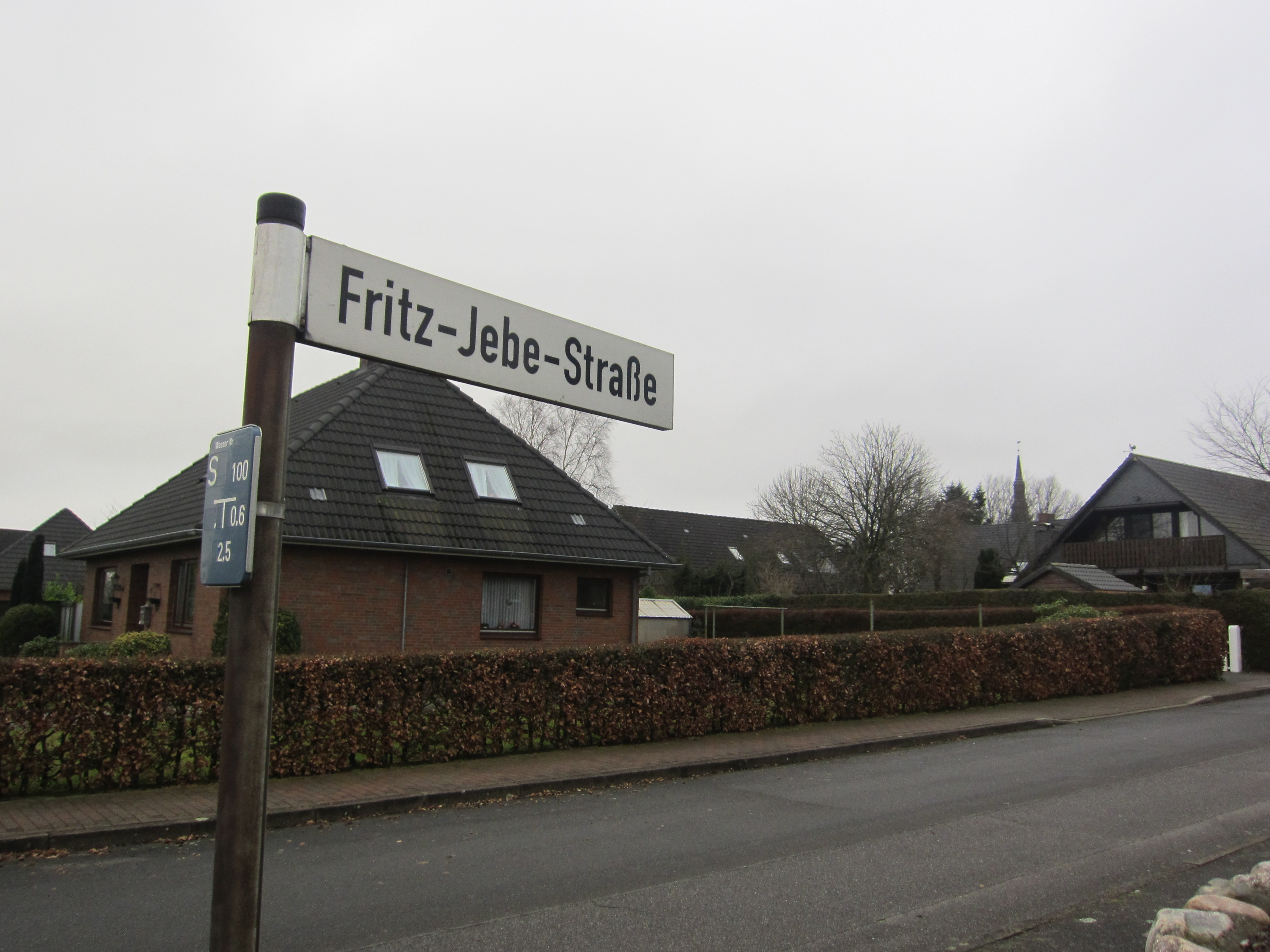
Fritz-Jebe-Straße